# 迪洛洛
迪洛洛（英語：Dilolo）是剛果民主共和國的城鎮，由加丹加省負責管轄，位於該國西南部開賽河東岸，毗鄰與安哥拉接壤的邊境，海拔高度1,069米，鎮上有機場設施，2010年人口估計約17,446。

## 外部連結
- MSN Map[永久]

10°28′00″S 22°28′00″E / 10.46667°S 22.46667°E